# Gonzalo Damian Marronkle
Gonzalo Damian Marronkle (* 14. November 1984 in Córdoba) ist ein ehemaliger vietnamesisch-argentinischer Fußballspieler.

## Karriere
Gonzalo Damian Marronkle stand bis Mitte 2002 beim CA Lanús im argentinischen Partido Lanús unter Vertrag. Über die argentinischen Vereine CA Los Andes und CSD Defensa y Justicia wechselte er Mitte 2004 nach Europa. Hier unterschrieb er in Portugal einen Vertrag beim AD Marco 09. Der Verein aus Marco de Canaveses spielte in der zweiten Liga des Landes, der Segunda Liga. Nach einem Jahr wechselte er zum portugiesischen Spitzenverein FC Porto. Für den Verein aus Porto kam er jedoch nur in der zweiten Mannschaft zum Einsatz. Mitte 2006 verpflichtete ihn GD Chaves. Der Verein aus Chaves spielte ebenfalls in der zweiten Liga. Nach 27 Zweitligaspielen ging er nach einer Saison zum Ligakonkurrenten Portimonense SC nach Portimão. Hier stand er bis Mitte 2009 unter Vertrag. Für Portimão stand er 64-mal in der zweiten Liga auf dem Spielfeld. Im Juli 2009 zog es ihn nach Asien. In Vietnam nahm ihn Hà Nội T&T unter Vertrag. Mit dem Klub aus Hanoi spielte er in der ersten Liga, der V.League 1. 2016 feierte er mit dem Verein die vietnamesische Meisterschaft. Vizemeister wurde er in den Jahren 2011, 2012, 2014 und 2015. Den Supercup gewann er 2010. Das Spiel gegen PVFC Sông Lam Nghệ An gewann man im Elfmeterschießen. 2013 wurde er mit 14 Toren Torschützenkönig. Nach 138 Erstligaspielen und 81 erzielten Treffern wechselte er 2018 zum Ligakonkurrenten Hồ Chí Minh City FC nach Ho-Chi-Minh-Stadt. Hier kam auf fünf Erstligaeinsätze. Nach der Saison pausierte er bis Mitte August 2019. Von August 2019 bis Juni 2020 spielte er in Argentinien beim Gimnasia y Esgrima de Mendoza in Mendoza. Neunmal spielte er mit dem Klub in der zweiten Liga, der Primera B Nacional.
Am 1. Juli 2020 beendete Gonzalo Damian Marronkle seine Karriere als Fußballspieler.

## Erfolge
Hà Nội T&T
- V.League 1

Meister: 2016
Vizemeister: 2011, 2012, 2014, 2015
- Vietnamesischer Supercup: 2010

## Auszeichnungen
V.League 1
- Torschützenkönig: 2013[1]